# Крохин, Евгений Михайлович
Евгений Михайлович Крохин (1903—1975) — ученый-лимнолог, доктор географических наук (1949), лауреат Государственной премии СССР. Внёс существенный вклад в изучение озёр Камчатки, длительное время занимался изучением биологии и воспроизводством лососей на озере Дальнем.

## Биография
Родился в семье бухгалтера.
В 1920 году поступил в Брянский Практический институт, а в 1923 году перешёл в Лесной институт в Петрограде, где учился до 1926 года, одновременно сотрудничая с Биологической станцией Смоленского Общества краеведения в качестве гидролога. В 1924 году в Смоленской области обследовал одно из озёр.
Лето 1926 года провёл на Глубокоозерской станции практикантом. В 1927—1929 годы участвовал в Байкальской экспедиции Академии наук СССР. С 1926 по 1929 годы Е. М. Крохин учился в Тимирязевской сельскохозяйственной академии и после окончания поступил на работу в Ленинградский ихтиологический институт (ГосНИОРХ). В 1931 году перевелся на Байкальскую лимнологическую станцию Академии наук СССР, где исследовал термический режим и системы течений озера Байкал. На этой станции работала и жена Е. М. Крохина, ихтиолог Ф. В. Крогиус..
В 1932 году Ф. В. Крогиус пригласили работать на Камчатку. В августе 1932 году Крохин перешел в Камчатское отделение ТИРХ, где проработал до конца своей жизни.
В летние периоды 1932—1933 годов Е. М. Крохин совместно с Ф. В. Крогиус организовали и провели экспедиции по исследованию озера Курильского, результатом которых стала работа «Очерк Курильского озера и биологии красной в его бассейне».
В 1933—1934 годах ученые совместно провели рекогносцировочную экспедицию р. Большой (Западная Камчатка). Результатом этого исследования стала работа «Очерк бассейна р. Большой и нерестилищ лососевых, расположенных в нем». Эти две работы являются одними из основных источников сведений по гидрологии камчатских водоемов и вошли во многие лимнологические сводки.
В 1937 году в бассейне реки Паратунка на берегу озера Дальнее в 8 километрах от с. Паратунка был основан круглогодичный наблюдательный пункт, который в начале 1950-х годов превратился в Паратунскую экспериментальную лабораторию. Е. М. Крохин являлся научным руководителем лаборатории до конца жизни .
В 1939 году Крохин защитил кандидатскую диссертацию «Курильское озеро и нерестилища красной в его бассейне».
В 1949 году он защитил докторскую диссертацию, посвященную озерам бассейна р. Паратунка.
В 1971 году Е. М. Крохину была присуждена Государственная премия СССР. Евгений Михайлович занимался физиологией и расчётом рациона молоди красной, более тридцати лет он вёл систематические наблюдения. Его жена — Ф. В. Крогиус внедряла практическое применение авиаразведки для учёта рыбы. Их знакомство с молодым программистом В. В. Меншуткиным стало большим прорывом в области методики моделирования. Имея большую базу данных, накопленную в течение десятилетий, они использовали её как исходный материал и после ретроспективного анализа различных вариантов ситуаций создали прогностическую модель экосистемы озера Дальнего. В дальнейшем с развитием технологий подобные экосистемные исследования стали применяться очень широко. Книга «Сообщество пелагических рыб оз. Дальнего (опыт кибернетического моделирования)» была отмечена в 1971 году Государственной премией (совместно с Ф. В. Крогиус и В. В. Меншуткиным). Их работа имеет большое теоретическое, методическое и практическое значение и является началом нового периода в лимнологии — кибернетического моделирования озёрных экосистем . Методика исследования послужила основой для развития направления в области фертилизации — искусственного повышения продуктивности лососевых, которая остаётся актуальной и в настоящее время.
Е. М. Крохин был членом редколлегии первого научного биологического журнала Камчатского научно-исследовательского института рыбного хозяйства и океанографии — сборника научных трудов КамчатНИРО.
Евгений Михайлович Крохин включен в список знатных и известных лиц Камчатки XX в.
Умер Евгений Михайлович в возрасте 72 лет в 1975 году, во время выступления на симпозиуме.

## Награды
- Государственная премия СССР в области науки и техники (1971 — «за научный труд „сообщество пелагических рыб озера Дальнего“ (опыт кибернетического моделирования) 1969 г»)

## Память
- В честь Е. М. Крохина назван один из обитающих в пресных водоемах Камчатки видов ракушковых рачков Candona krochini и встречающийся в озере Дальнем (Восточная Камчатка) веслоногий рачок Arcticocamptus krochini[3].